# Адлунг, Даниэль
Даниэ́ль А́длунг (нем. Daniel Adlung; 1 октября 1987, Фюрт) — немецкий футболист, полузащитник клуба «Гройтер Фюрт II».

## Карьера

### Клубная
Начинал играть в любительской команде «Хильтпольтштейн», затем обучался в школах «Гройтер Фюрта» и «Нюрнберга». Затем играл за «Вольфсбург» в Бундеслиге, был арендован «Алеманией». Сейчас играет за «Мюнхен 1860».

### В сборной
Привлекался в молодёжную сборную Германии, в составе которой выиграл чемпионат Европы в Швеции (2009).